# واسیلیوس پلیمروس
واسیلیوس پلیمروس (یونانی: Βασίλειος Πολύμερος؛ زادهٔ ۲۰ فوریهٔ ۱۹۷۶) قایقران روئینگ اهل یونان است.
وی در مسابقات کشوری و بین‌المللی در مجموع برندهٔ ۵ مدال طلا، ۵ مدال نقره، ۱ مدال برنز شده‌است.